# Ruza
Ruza (rus. Руза) je rijeka u Moskovskoj oblasti u Rusiji, lijeva je pritoka rijeke Moskve. Teče duljinom od 145 km s prosječnim protokom od 13,1 m³/s. Slijev ove rijeke pokriva 1,990 km². Obično se zamrzava tijekom studenog te ostaje zaleđena do travnja.